# Формула-1 — Чемпіонат 1997
Формула-1 1997 року — сезон чемпіонату світу з автоперегонів у класі Формула-1, який проводився під егідою FIA. Чемпіонат відбувся у період з березня по жовтень та складався з 17 Гран-прі. Сезон розпочався на Гран-прі Австралії 9 березня та закінчився на Гран-прі Європи 26 жовтня. Минулорічний дебютант Жак Вільнев здобув свій перший та єдиний титул чемпіона, а його команда Williams-Renault виборола Кубок конструкторів.

## Команди та пілоти
Наступні команди та пілоти брали участь у Чемпіонаті світу 1997 року.
| Команда                                 | Конструктор       | Шасі   | Двигун                                  | Шини | №  | Пілот                  | Гран-прі   |
| --------------------------------------- | ----------------- | ------ | --------------------------------------- | ---- | -- | ---------------------- | ---------- |
| Danka Arrows Yamaha                     | Arrows-Yamaha     | A18    | Yamaha OX11C/D V10                      | B    | 1  | Деймон Гілл            | Всі        |
| Danka Arrows Yamaha                     | Arrows-Yamaha     | A18    | Yamaha OX11C/D V10                      | B    | 2  | Педро Дініс            | Всі        |
| Rothmans Williams Renault               | Williams-Renault  | FW19   | Renault RS9 V10 Renault RS9B V10        | G    | 3  | Жак Вільнев            | Всі        |
| Rothmans Williams Renault               | Williams-Renault  | FW19   | Renault RS9 V10 Renault RS9B V10        | G    | 4  | Гайнц-Гаральд Френтцен | Всі        |
| Scuderia Ferrari Marlboro               | Ferrari           | F310B  | Ferrari 046/2 V10                       | G    | 5  | Міхаель Шумахер        | Всі        |
| Scuderia Ferrari Marlboro               | Ferrari           | F310B  | Ferrari 046/2 V10                       | G    | 6  | Едді Ірвайн            | Всі        |
| Mild Seven Benetton Renault             | Benetton-Renault  | B197   | Renault RS9 V10 Renault RS9B V10        | G    | 7  | Жан Алезі              | Всі        |
| Mild Seven Benetton Renault             | Benetton-Renault  | B197   | Renault RS9 V10 Renault RS9B V10        | G    | 8  | Герхард Бергер         | 1–6, 10–17 |
| Mild Seven Benetton Renault             | Benetton-Renault  | B197   | Renault RS9 V10 Renault RS9B V10        | G    | 8  | Александр Вюрц         | 7–9        |
| West McLaren Mercedes                   | McLaren-Mercedes  | MP4/12 | Mercedes FO110E V10 Mercedes FO110F V10 | G    | 9  | Міка Гаккінен          | Всі        |
| West McLaren Mercedes                   | McLaren-Mercedes  | MP4/12 | Mercedes FO110E V10 Mercedes FO110F V10 | G    | 10 | Девід Култгард         | Всі        |
| Benson & Hedges Jordan Peugeot          | Jordan-Peugeot    | 197    | Peugeot A14 V10                         | G    | 11 | Ральф Шумахер          | Всі        |
| Benson & Hedges Jordan Peugeot          | Jordan-Peugeot    | 197    | Peugeot A14 V10                         | G    | 12 | Джанкарло Фізікелла    | Всі        |
| Prost Gauloises Blondes                 | Prost-Mugen-Honda | JS45   | Mugen-Honda MF-301HB V10                | B    | 14 | Олів'є Паніс           | 1–7, 15–17 |
| Prost Gauloises Blondes                 | Prost-Mugen-Honda | JS45   | Mugen-Honda MF-301HB V10                | B    | 14 | Ярно Труллі            | 8–14       |
| Prost Gauloises Blondes                 | Prost-Mugen-Honda | JS45   | Mugen-Honda MF-301HB V10                | B    | 15 | Сіндзі Накано          | Всі        |
| Red Bull Sauber Petronas                | Sauber-Petronas   | C16    | Petronas SPE-01 V10                     | G    | 16 | Джонні Герберт         | Всі        |
| Red Bull Sauber Petronas                | Sauber-Petronas   | C16    | Petronas SPE-01 V10                     | G    | 17 | Нікола Ларіні          | 1–5        |
| Red Bull Sauber Petronas                | Sauber-Petronas   | C16    | Petronas SPE-01 V10                     | G    | 17 | Джанні Морбіделлі      | 6–7, 11–16 |
| Red Bull Sauber Petronas                | Sauber-Petronas   | C16    | Petronas SPE-01 V10                     | G    | 17 | Норберто Фонтана       | 8–10, 17   |
| PIAA Tyrrell Ford                       | Tyrrell-Ford      | 025    | Ford ED4 V8 Ford ED5 V8                 | G    | 18 | Йос Ферстаппен         | Всі        |
| PIAA Tyrrell Ford                       | Tyrrell-Ford      | 025    | Ford ED4 V8 Ford ED5 V8                 | G    | 19 | Міка Сало              | Всі        |
| Minardi Team                            | Minardi-Hart      | M197   | Hart 830 AV7 V8                         | B    | 20 | Укіо Катаяма           | Всі        |
| Minardi Team                            | Minardi-Hart      | M197   | Hart 830 AV7 V8                         | B    | 21 | Ярно Труллі            | 1–7        |
| Minardi Team                            | Minardi-Hart      | M197   | Hart 830 AV7 V8                         | B    | 21 | Тарсу Маркес           | 8–17       |
| HSBC Malaysia Stewart Ford              | Stewart-Ford      | SF01   | Ford VJ Zetec-R V10                     | B    | 22 | Рубенс Баррікелло      | Всі        |
| HSBC Malaysia Stewart Ford              | Stewart-Ford      | SF01   | Ford VJ Zetec-R V10                     | B    | 23 | Ян Магнуссен           | Всі        |
| MasterCard Lola Formula One Racing Team | Lola-Ford         | T97/30 | Ford ECA Zetec-R V8                     | B    | 24 | Вінченцо Соспірі       | 1          |
| MasterCard Lola Formula One Racing Team | Lola-Ford         | T97/30 | Ford ECA Zetec-R V8                     | B    | 25 | Рікардо Россет         | 1          |
| Джерело:                                |                   |        |                                         |      |    |                        |            |

- Усі двигуни мали робочий об’єм 3,0 л.[3]

## Календар
| №        | Гран-прі                  | Траса                                  | Дата       |
| -------- | ------------------------- | -------------------------------------- | ---------- |
| 1        | Гран-прі Австралії        | Альберт-Парк, Мельбурн                 | 9 березня  |
| 2        | Гран-прі Бразилії         | Інтерлагус, Сан-Паулу                  | 30 березня |
| 3        | Гран-прі Аргентини        | Автодром Буенос-Айреса, Буенос-Айрес   | 13 квітня  |
| 4        | Гран-прі Сан-Марино       | Автодром Діно Феррарі, Імола           | 27 квітня  |
| 5        | Гран-прі Монако           | Міська траса Монте-Карло, Монте-Карло  | 11 травня  |
| 6        | Гран-прі Іспанії          | Каталунья, Монмало                     | 25 травня  |
| 7        | Гран-прі Канади           | Автодром імені Жиля Вільнева, Монреаль | 15 червня  |
| 8        | Гран-прі Франції          | Невер Маньї-Кур, Маньї-Кур             | 29 червня  |
| 9        | Гран-прі Великої Британії | Автодром Сільверстоун, Сільверстоун    | 13 липня   |
| 10       | Гран-прі Німеччини        | Гоккенгаймринг, Гоккенгайм             | 27 липня   |
| 11       | Гран-прі Угорщини         | Хунгароринг, Модьород                  | 10 серпня  |
| 12       | Гран-прі Бельгії          | Спа-Франкоршам, Спа                    | 24 серпня  |
| 13       | Гран-прі Італії           | Автодром Монца, Монца                  | 7 вересня  |
| 14       | Гран-прі Австрії          | А1-Ринг, Шпільберг                     | 21 вересня |
| 15       | Гран-прі Люксембургу      | Нюрбургринг, Нюрбург                   | 28 вересня |
| 16       | Гран-прі Японії           | Міжнародний автодром Судзуки, Судзука  | 12 жовтня  |
| 17       | Гран-прі Європи           | Херес, Херес-де-ла-Фронтера            | 26 жовтня  |
| Джерело: |                           |                                        |            |

### Зміни в календарі
- Гран-прі Австрії повернулося до календаря Формули-1 вперше з сезону 1987 року.[5]
- Гран-прі Люксембургу вперше увійшло до Чемпіонату світу. Гран-прі проводилося як гонка поза чемпіонатом з 1949 до 1952 років. Незважаючи на свою назву, гонка насправді проходила не в самому Люксембурзі, а на трасі Нюрбургринг у сусідній Німеччині.[6]
- Гран-прі Португалії спочатку було заплановане як фінальний етап сезону та мало пройти на Ешторільському автодромі 26 жовтня.[7] Гран-прі було скасоване після того, як власники автодрому не змогли внести в нього необхідні зміни. Його замінили на Гран-прі Європи, що було проведено на трасі Хереса в сусідній Іспанії.[8]

## Результати та положення в заліках

### Гран-прі
| №        | Гран-прі                  | Поул-позиція           | Швидке коло            | Переможець             | Конструктор      | Звіт |
| -------- | ------------------------- | ---------------------- | ---------------------- | ---------------------- | ---------------- | ---- |
| 1        | Гран-прі Австралії        | Жак Вільнев            | Гайнц-Гаральд Френтцен | Девід Култгард         | McLaren-Mercedes | Звіт |
| 2        | Гран-прі Бразилії         | Жак Вільнев            | Жак Вільнев            | Жак Вільнев            | Williams-Renault | Звіт |
| 3        | Гран-прі Аргентини        | Жак Вільнев            | Герхард Бергер         | Жак Вільнев            | Williams-Renault | Звіт |
| 4        | Гран-прі Сан-Марино       | Жак Вільнев            | Гайнц-Гаральд Френтцен | Гайнц-Гаральд Френтцен | Williams-Renault | Звіт |
| 5        | Гран-прі Монако           | Гайнц-Гаральд Френтцен | Міхаель Шумахер        | Міхаель Шумахер        | Ferrari          | Звіт |
| 6        | Гран-прі Іспанії          | Жак Вільнев            | Джанкарло Фізікелла    | Жак Вільнев            | Williams-Renault | Звіт |
| 7        | Гран-прі Канади           | Міхаель Шумахер        | Девід Култгард         | Міхаель Шумахер        | Ferrari          | Звіт |
| 8        | Гран-прі Франції          | Міхаель Шумахер        | Міхаель Шумахер        | Міхаель Шумахер        | Ferrari          | Звіт |
| 9        | Гран-прі Великої Британії | Жак Вільнев            | Міхаель Шумахер        | Жак Вільнев            | Williams-Renault | Звіт |
| 10       | Гран-прі Німеччини        | Герхард Бергер         | Герхард Бергер         | Герхард Бергер         | Benetton-Renault | Звіт |
| 11       | Гран-прі Угорщини         | Міхаель Шумахер        | Гайнц-Гаральд Френтцен | Жак Вільнев            | Williams-Renault | Звіт |
| 12       | Гран-прі Бельгії          | Жак Вільнев            | Жак Вільнев            | Міхаель Шумахер        | Ferrari          | Звіт |
| 13       | Гран-прі Італії           | Жан Алезі              | Міка Гаккінен          | Девід Култгард         | McLaren-Mercedes | Звіт |
| 14       | Гран-прі Австрії          | Жак Вільнев            | Жак Вільнев            | Жак Вільнев            | Williams-Renault | Звіт |
| 15       | Гран-прі Люксембургу      | Міка Гаккінен          | Гайнц-Гаральд Френтцен | Жак Вільнев            | Williams-Renault | Звіт |
| 16       | Гран-прі Японії           | Жак Вільнев            | Гайнц-Гаральд Френтцен | Міхаель Шумахер        | Ferrari          | Звіт |
| 17       | Гран-прі Європи           | Жак Вільнев            | Гайнц-Гаральд Френтцен | Міка Гаккінен          | McLaren-Mercedes | Звіт |
| Джерело: |                           |                        |                        |                        |                  |      |

### Пілоти
Очки отримують перші шість пілотів.
| Позиція | 1-ша | 2-га | 3-тя | 4-та | 5-та | 6-та |
| Очки    | 10   | 6    | 4    | 3    | 2    | 1    |

| Поз.     | Пілот                  | АВС  | БРА  | АРГ  | СМР  | МОН  | ІСП  | КАН  | ФРА  | ВЕЛ  | НІМ  | УГО  | БЕЛ  | ІТА  | АВТ  | ЛЮК  | ЯПО  | ЄВР  | Очки |
| -------- | ---------------------- | ---- | ---- | ---- | ---- | ---- | ---- | ---- | ---- | ---- | ---- | ---- | ---- | ---- | ---- | ---- | ---- | ---- | ---- |
| 1        | Жак Вільнев            | Схід | 1    | 1    | Схід | Схід | 1    | Схід | 4    | 1    | Схід | 1    | 5    | 5    | 1    | 1    | ДСК  | 3    | 81   |
| 2        | Гайнц-Гаральд Френтцен | 8†   | 9    | Схід | 1    | Схід | 8    | 4    | 2    | Схід | Схід | Схід | 3    | 3    | 3    | 3    | 2    | 6    | 42   |
| 3        | Девід Култгард         | 1    | 10   | Схід | Схід | Схід | 6    | 7    | 7†   | 4    | Схід | Схід | Схід | 1    | 2    | Схід | 10†  | 2    | 36   |
| 4        | Жан Алезі              | Схід | 6    | 7    | 5    | Схід | 3    | 2    | 5    | 2    | 6    | 11   | 8    | 2    | Схід | 2    | 5    | 13   | 36   |
| 5        | Герхард Бергер         | 4    | 2    | 6    | Схід | 9    | 10   |      |      |      | 1    | 8    | 6    | 7    | 10   | 4    | 8    | 4    | 27   |
| 6        | Міка Гаккінен          | 3    | 4    | 5    | 6    | Схід | 7    | Схід | Схід | Схід | 3    | Схід | ДСК  | 9    | Схід | Схід | 4    | 1    | 27   |
| 7        | Едді Ірвайн            | Схід | 16   | 2    | 3    | 3    | 12   | Схід | 3    | Схід | Схід | 9†   | 10†  | 8    | Схід | Схід | 3    | 5    | 24   |
| 8        | Джанкарло Фізікелла    | Схід | 8    | Схід | 4    | 6    | 9    | 3    | 9    | 7    | 11†  | Схід | 2    | 4    | 4    | Схід | 7    | 11   | 20   |
| 9        | Олів'є Паніс           | 5    | 3    | Схід | 8    | 4    | 2    | 11†  |      |      |      |      |      |      |      | 6    | Схід | 7    | 16   |
| 10       | Джонні Герберт         | Схід | 7    | 4    | Схід | Схід | 5    | 5    | 8    | Схід | Схід | 3    | 4    | Схід | 8    | 7    | 6    | 8    | 15   |
| 11       | Ральф Шумахер          | Схід | Схід | 3    | Схід | Схід | Схід | Схід | 6    | 5    | 5    | 5    | Схід | Схід | 5    | Схід | 9    | Схід | 13   |
| 12       | Деймон Гілл            | НС   | 17†  | Схід | Схід | Схід | Схід | 9    | 12   | 6    | 8    | 2    | 13†  | Схід | 7    | 8    | 11   | Схід | 7    |
| 13       | Рубенс Баррікелло      | Схід | Схід | Схід | Схід | 2    | Схід | Схід | Схід | Схід | Схід | Схід | Схід | 13   | 14†  | Схід | Схід | Схід | 6    |
| 14       | Александр Вюрц         |      |      |      |      |      |      | Схід | Схід | 3    |      |      |      |      |      |      |      |      | 4    |
| 15       | Ярно Труллі            | 9    | 12   | 9    | НС   | Схід | 15   | Схід | 10   | 8    | 4    | 7    | 15   | 10   | Схід |      |      |      | 3    |
| 16       | Педро Дініс            | 10   | Схід | Схід | Схід | Схід | Схід | 8    | Схід | Схід | Схід | Схід | 7    | Схід | 13†  | 5    | 12   | Схід | 2    |
| =        | Міка Сало              | Схід | 13   | 8    | 9    | 5    | Схід | Схід | Схід | Схід | Схід | 13   | 11   | Схід | Схід | 10   | Схід | 12   | 2    |
| 18       | Сіндзі Накано          | 7    | 14   | Схід | Схід | Схід | Схід | 6    | Схід | 11†  | 7    | 6    | Схід | 11   | Схід | Схід | Схід | 10   | 2    |
| 19       | Нікола Ларіні          | 6    | 11   | Схід | 7    | Схід |      |      |      |      |      |      |      |      |      |      |      |      | 1    |
| —        | Ян Магнуссен           | Схід | НС   | 10†  | Схід | 7    | 13   | Схід | Схід | Схід | Схід | Схід | 12   | Схід | Схід | Схід | Схід | 9    | 0    |
| —        | Йос Ферстаппен         | Схід | 15   | Схід | 10   | 8    | 11   | Схід | Схід | Схід | 10   | Схід | Схід | Схід | 12   | Схід | 13   | 16   | 0    |
| —        | Джанні Морбіделлі      |      |      |      |      |      | 14   | 10   |      |      |      | Схід | 9    | 12   | 9    | 9    | НС   |      | 0    |
| —        | Норберто Фонтана       |      |      |      |      |      |      |      | Схід | 9    | 9    |      |      |      |      |      |      | 14   | 0    |
| —        | Укіо Катаяма           | Схід | 18   | Схід | 11   | 10   | Схід | Схід | 11   | Схід | Схід | 10   | 14†  | Схід | 11   | Схід | Схід | 17   | 0    |
| —        | Тарсу Маркес           |      |      |      |      |      |      |      | Схід | 10   | Схід | 12   | Схід | 14   | Викл | Схід | Схід | 15   | 0    |
| —        | Вінченцо Соспірі       | НКВ  |      |      |      |      |      |      |      |      |      |      |      |      |      |      |      |      | 0    |
| —        | Рікардо Россет         | НКВ  |      |      |      |      |      |      |      |      |      |      |      |      |      |      |      |      | 0    |
| ДСК      | Міхаель Шумахер        | 2    | 5    | Схід | 2    | 1    | 4    | 1    | 1    | Схід | 2    | 4    | 1    | 6    | 6    | Схід | 1    | Схід | 78   |
| Поз.     | Пілот                  | АВС  | БРА  | АРГ  | СМР  | МОН  | ІСП  | КАН  | ФРА  | ВЕЛ  | НІМ  | УГО  | БЕЛ  | ІТА  | АВТ  | ЛЮК  | ЯПО  | ЄВР  | Очки |
| Джерело: |                        |      |      |      |      |      |      |      |      |      |      |      |      |      |      |      |      |      |      |

| Приклад      | Опис                                                              |
| ------------ | ----------------------------------------------------------------- |
| 1            | Переможець                                                        |
| 2            | Друге місце                                                       |
| 3            | Третє місце                                                       |
| 5            | Фінішував у очковій зоні                                          |
| 12           | Фінішував поза очковою зоною                                      |
| НКЛ          | Фінішував, але не класифікований                                  |
| Схід         | Не фінішував і не класифікований                                  |
| НКВ          | Не кваліфікований                                                 |
| НПКВ         | Не передкваліфікований                                            |
| ДСК          | Дискваліфікований                                                 |
| ТТР          | Брав участь тільки в тренуваннях                                  |
| тест         | Тестер по п'ятницях (з 2003 року)                                 |
| НС           | Брав участь у Гран-прі як бойовий пілот, але не стартував у гонці |
| Т            | Травмований чи хворий                                             |
| Викл         | Виключений із протоколу                                           |
| Від          | Відмова від участі                                                |
| НТР          | Не брав участі в тренуваннях                                      |
| НПР          | Не прибув на Гран-прі                                             |
| С            | Гонка скасована                                                   |
|              | Не брав участі                                                    |
| Жирний шрифт | Поул-позиція                                                      |
| Курсив       | Швидке коло                                                       |

Примітки:
- — Пілоти, що не фінішували на Гран-прі, але були класифіковані, оскільки подолали понад 90 % дистанції.

### Конструктори
| Поз.     | Конструктор       | №  | АВС  | БРА  | АРГ  | СМР  | МОН  | ІСП  | КАН  | ФРА  | ВЕЛ  | НІМ  | УГО  | БЕЛ  | ІТА  | АВТ  | ЛЮК  | ЯПО  | ЄВР  | Очки |
| -------- | ----------------- | -- | ---- | ---- | ---- | ---- | ---- | ---- | ---- | ---- | ---- | ---- | ---- | ---- | ---- | ---- | ---- | ---- | ---- | ---- |
| 1        | Williams-Renault  | 3  | Схід | 1    | 1    | Схід | Схід | 1    | Схід | 4    | 1    | Схід | 1    | 5    | 5    | 1    | 1    | ДСК  | 3    | 123  |
| 1        | Williams-Renault  | 4  | 8†   | 9    | Схід | 1    | Схід | 8    | 4    | 2    | Схід | Схід | Схід | 3    | 3    | 3    | 3    | 2    | 6    | 123  |
| 2        | Ferrari           | 5  | 2    | 5    | Схід | 2    | 1    | 4    | 1    | 1    | Схід | 2    | 4    | 1    | 6    | 6    | Схід | 1    | Схід | 102  |
| 2        | Ferrari           | 6  | Схід | 16   | 2    | 3    | 3    | 12   | Схід | 3    | Схід | Схід | 9†   | 10†  | 8    | Схід | Схід | 3    | 5    | 102  |
| 3        | Benetton-Renault  | 7  | Схід | 6    | 7    | 5    | Схід | 3    | 2    | 5    | 2    | 6    | 11   | 8    | 2    | Схід | 2    | 5    | 13   | 67   |
| 3        | Benetton-Renault  | 8  | 4    | 2    | 6    | Схід | 9    | 10   | Схід | Схід | 3    | 1    | 8    | 6    | 7    | 10   | 4    | 8    | 4    | 67   |
| 4        | McLaren-Mercedes  | 9  | 3    | 4    | 5    | 6    | Схід | 7    | Схід | Схід | Схід | 3    | Схід | ДСК  | 9    | Схід | Схід | 4    | 1    | 63   |
| 4        | McLaren-Mercedes  | 10 | 1    | 10   | Схід | Схід | Схід | 6    | 7    | 7†   | 4    | Схід | Схід | Схід | 1    | 2    | Схід | 10†  | 2    | 63   |
| 5        | Jordan-Peugeot    | 11 | Схід | Схід | 3    | Схід | Схід | Схід | Схід | 6    | 5    | 5    | 5    | Схід | Схід | 5    | Схід | 9    | Схід | 33   |
| 5        | Jordan-Peugeot    | 12 | Схід | 8    | Схід | 4    | 6    | 9    | 3    | 9    | 7    | 11†  | Схід | 2    | 4    | 4    | Схід | 7    | 11   | 33   |
| 6        | Prost-Mugen-Honda | 14 | 5    | 3    | Схід | 8    | 4    | 2    | 11†  | 10   | 8    | 4    | 7    | 15   | 10   | Схід | 6    | Схід | 7    | 21   |
| 6        | Prost-Mugen-Honda | 15 | 7    | 14   | Схід | Схід | Схід | Схід | 6    | Схід | 11†  | 7    | 6    | Схід | 11   | Схід | Схід | Схід | 10   | 21   |
| 7        | Sauber-Petronas   | 16 | Схід | 7    | 4    | Схід | Схід | 5    | 5    | 8    | Схід | Схід | 3    | 4    | Схід | 8    | 7    | 6    | 8    | 16   |
| 7        | Sauber-Petronas   | 17 | 6    | 11   | Схід | 7    | Схід | 14   | 10   | Схід | 9    | 9    | Схід | 9    | 12   | 9    | 9    | НС   | 14   | 16   |
| 8        | Arrows-Yamaha     | 1  | НС   | 17†  | Схід | Схід | Схід | Схід | 9    | 12   | 6    | 8    | 2    | 13†  | Схід | 7    | 8    | 11   | Схід | 9    |
| 8        | Arrows-Yamaha     | 2  | 10   | Схід | Схід | Схід | Схід | Схід | 8    | Схід | Схід | Схід | Схід | 7    | Схід | 13†  | 5    | 12   | Схід | 9    |
| 9        | Stewart-Ford      | 22 | Схід | Схід | Схід | Схід | 2    | Схід | Схід | Схід | Схід | Схід | Схід | Схід | 13   | 14†  | Схід | Схід | Схід | 6    |
| 9        | Stewart-Ford      | 23 | Схід | НС   | 10†  | Схід | 7    | 13   | Схід | Схід | Схід | Схід | Схід | 12   | Схід | Схід | Схід | Схід | 9    | 6    |
| 10       | Tyrrell-Ford      | 18 | Схід | 15   | Схід | 10   | 8    | 11   | Схід | Схід | Схід | 10   | Схід | Схід | Схід | 12   | Схід | 13   | 16   | 2    |
| 10       | Tyrrell-Ford      | 19 | Схід | 13   | 8    | 9    | 5    | Схід | Схід | Схід | Схід | Схід | 13   | 11   | Схід | Схід | 10   | Схід | 12   | 2    |
| —        | Minardi-Hart      | 20 | Схід | 18   | Схід | 11   | 10   | Схід | Схід | 11   | Схід | Схід | 10   | 14†  | Схід | 11   | Схід | Схід | 17   | 0    |
| —        | Minardi-Hart      | 21 | 9    | 12   | 9    | Схід | Схід | 15   | Схід | Схід | 10   | Схід | 12   | Схід | 14   | Викл | Схід | Схід | 15   | 0    |
| —        | Lola-Ford         | 24 | НКВ  |      |      |      |      |      |      |      |      |      |      |      |      |      |      |      |      | 0    |
| —        | Lola-Ford         | 25 | НКВ  |      |      |      |      |      |      |      |      |      |      |      |      |      |      |      |      | 0    |
| Поз.     | Конструктор       | №  | АВС  | БРА  | АРГ  | СМР  | МОН  | ІСП  | КАН  | ФРА  | ВЕЛ  | НІМ  | УГО  | БЕЛ  | ІТА  | АВТ  | ЛЮК  | ЯПО  | ЄВР  | Очки |
| Джерело: |                   |    |      |      |      |      |      |      |      |      |      |      |      |      |      |      |      |      |      |      |

| Приклад      | Опис                                                              |
| ------------ | ----------------------------------------------------------------- |
| 1            | Переможець                                                        |
| 2            | Друге місце                                                       |
| 3            | Третє місце                                                       |
| 5            | Фінішував у очковій зоні                                          |
| 12           | Фінішував поза очковою зоною                                      |
| НКЛ          | Фінішував, але не класифікований                                  |
| Схід         | Не фінішував і не класифікований                                  |
| НКВ          | Не кваліфікований                                                 |
| НПКВ         | Не передкваліфікований                                            |
| ДСК          | Дискваліфікований                                                 |
| ТТР          | Брав участь тільки в тренуваннях                                  |
| тест         | Тестер по п'ятницях (з 2003 року)                                 |
| НС           | Брав участь у Гран-прі як бойовий пілот, але не стартував у гонці |
| Т            | Травмований чи хворий                                             |
| Викл         | Виключений із протоколу                                           |
| Від          | Відмова від участі                                                |
| НТР          | Не брав участі в тренуваннях                                      |
| НПР          | Не прибув на Гран-прі                                             |
| С            | Гонка скасована                                                   |
|              | Не брав участі                                                    |
| Жирний шрифт | Поул-позиція                                                      |
| Курсив       | Швидке коло                                                       |

Примітки:
- — Пілоти, що не фінішували на Гран-прі, але були класифіковані, оскільки подолали понад 90 % дистанції.

## Виноски
1. ↑  Гран-прі Європи не входило до початкового календаря Формули-1 1997 року, але пізніше було додано як заміна скасованого Гран-прі Португалії, що мало пройти 26 жовтня.
2. ↑  Міхаель Шумахер був виключений з результатів особистого заліку пілотів через небезпечне водіння на Гран-прі Європи, де він був звинувачений в спричиненні зіткнення з Жаком Вільневим, якого можна було уникнути. Виключення не вплинуло на результати Кубку конструкторів. Шумахер зберіг свої очки та перемоги в гонках, здобуті протягом сезону 1997 року. Він залишається єдиним пілотом, якого дискваліфікували з чемпіонату Формули-1.[10]